# Hỷ Đức
Hỷ Đức (chữ Hán giản thể: 喜德县, Hán Việt: Hỷ Đức huyện) là một huyện thuộc Châu tự trị dân tộc Di Lương Sơn, tỉnh Tứ Xuyên, Cộng hòa Nhân dân Trung Hoa. Huyện này có diện tích 2206 km2, dân số năm 2002 là 150.000 người. Huyện Hỷ Đức được chia thành các đơn vị hành chính gồm 7 trấn, 17 hương.
- Trấn: Quang Minh, Miện Sơn, Ni Ba, Hồng Mạc, Lạc Cáp, Mễ Thị, Lưỡng Hà Khẩu.
- Hương: Hạ Ba Lạc, Lạp Khắc, Thả Tha, Ba Cửu, Lý Tử, Đông Hà, Nhạc Vũ, Sa Mã Lạp Đạt, Nhiệt Kha Y Đạt, Y Lạc, Lỗ Cơ, Bắc Sơn, Tây Hà, Tác Ước, Bác Lạc Lạp Đạt, Ngạch Ni, Lạc Mạc.